# España (periódico)
España fue un diario publicado en la ciudad africana de Tánger entre los años 1938 y 1967.

## Historia
Fundado en 1938, por inspiración del alto comisario de España en Marruecos, Juan Beigbeder, el diario sacó su primer número el 12 de octubre 1938. Su fundador y primer director fue el periodista Gregorio Corrochano, quien contrató como redactor jefe al republicano Jaime Menéndez Fernández. El diario fue publicado en un contexto en que Falange editaba varios diarios en el norte de África, incluida la Zona Internacional de Tánger. Aunque se editaba en la ciudad tangerina, la línea editorial de España no prestaba mucho interés por los asuntos africanos y, por el contrario, sí lo hacía sobre los asuntos españoles e internacionales. También solía ofrecer abundantes crónicas taurinas.
En su mejor momento llegó a tener una tirada diaria de 50.000 ejemplares. El España se convirtió en el principal diario español del norte de África. A pesar de sus orígenes, su redacción acogió a muchos exiliados republicanos. En la década de 1950 publicó un suplemento satírico, Don José, bajo la dirección de Antonio Mingote. Su último número fue del 31 de octubre de 1967.
Tras su desaparición, fue sucedido por el Sol de España, que se publicó en Málaga entre 1967 y 1982.